# Aseo Friesacher
Oliver Aseo Friesacher (japanisch オリバー・アセオ・フリーザッハー; * 1996 in Wien) ist ein japanisch-österreichischer Jazzmusiker (Piano, Komposition).

## Leben und Wirken
Friesacher erhielt ab dem Alter von sechs Jahren klassischen Klavierunterricht; zudem wurde er Mitglied bei den Wiener Sängerknaben, mit denen er weltweit tourte und in Konzertsälen wie der Carnegie Hall in New York oder der Tokyo Opera City Hall sang. Mit 14 Jahren entdeckte er seine Liebe zum Jazz. Er gründete ein eigenes Trio, das 2014 den Podium.Jazz Wettbewerb in Österreich gewann. Daneben spielte er in weiteren Formationen. 2015 begann er sein Jazzpiano-Studium an der Hochschule für Musik und darstellende Kunst Wien bei Aaron Wonesch, um dann sein Studium auf dem Codarts Conservatorium in Rotterdam fortzusetzen. Auch besuchte er Workshops bei Harold Mabern, Tamir Hendelman, Peter Beets und Cory Henry. 2022 absolvierte er sein Masterstudium am Koninklijk Conservatorium Den Haag.
Seitdem lebt Friesacher als freischaffender Musiker in den Niederlanden, wo er mit dem Quintett von Loek van den Berg, Vishwa, Sinan’s Sufidelica Project und mit seinem Aseo Trio auftrat, mit dem er 2021 das Album Muddy Water vorlegte. Mit der Sängerin Waka Otsu, der Flötistin und Shakuhachispielerin Fuefuki Kana, Johannes Fend am Bass und Joost Lijbaart am Schlagzeug bildete er das Kaiju Project, das in den Niederlanden und Deutschland tourte und 2024 bei Challenge Records International sein gleichnamiges Debütalbum mit Jazzversionen japanischer Lieder und Eigenkompositionen veröffentlichte. Daneben ist er mit Fuefuki Kana auch im Duo Aseo & Kana unterwegs. Als Mitglied des Jong Metropole arbeitete er mit Dirigenten wie Miho Hazama und Jules Buckley zusammen. Er ist auch auf dem Album Face the Triangle mit dem Wiener Tonvoll-Chor zu hören.